# Basistemon silvaticus
Basistemon silvaticus là một loài thực vật có hoa trong họ Mã đề. Loài này được (Herzog) Baehni & J.F.Macbr. mô tả khoa học đầu tiên năm 1934.